# Frank Versteegh
Frank Versteegh (19 de setembro de 1954) é um renomado piloto neerlandês de acrobacias. Também é organizador de shows aéreos, membro do comitê de segurança no voo, árbitro da Federação Internacional Aeronáutica (FAI), piloto de acrobacias estilo livre além de ser um dos pilotos da Red Bull Air Race World Series.

## Competições e torneios
1982-1994
- Campeão Acrobático Holandês

1985
- South African Masters La Mercy, Durban, África do Sul

1987
- Eurobatics Speichersdorf, Alemanha

1989
- Masters Palaborwa, África do Sul
- Eurobatics Becescaba, Hungria

1990
- Masters Ocana, Espanha
- Campeonato Mundial, Yverdon, Suíça

1991
- International Masters of Aerobatics, Argentina
- Eurobatics, Toulouse, França

1992
- Campeonato Mundial, Le Havre, França

1993
Contest director do World Glider Aerobatic Championship, Venlo, Países Baixos
- Breitling World Cup of Aerobatics

1998
- Freestyle Cup Sassuolo, Italy (Vencedor da Reggiani Freestyle Cup)

2000
- Freestyle Cup Milano Bresso, Italy (Prata)

2002
- Italian Free Style Championship Sassuolo (2ª posição)

2003
- Melilla Masters, Espanha e Marrocos
- Italy Reggiani Trophy

2006
- Italian Freestyle championships (Campeão)